# Palicourea roseiflora
Palicourea roseiflora är en måreväxtart som beskrevs av Karl Moritz Schumann och Kurt Krause. Palicourea roseiflora ingår i släktet Palicourea och familjen måreväxter. Inga underarter finns listade i Catalogue of Life.